# 鞆鉄道

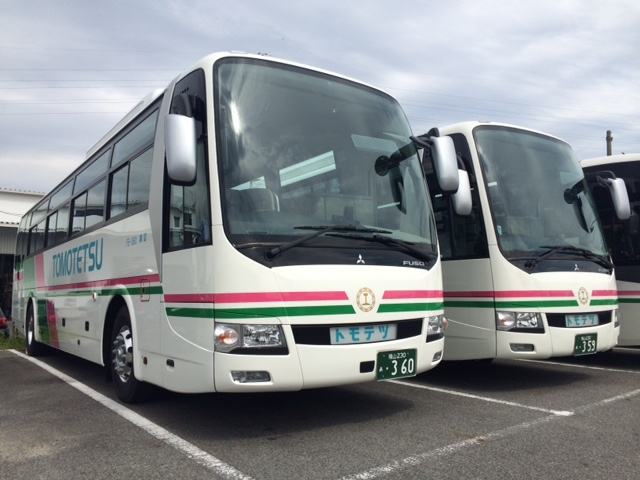
観光バス

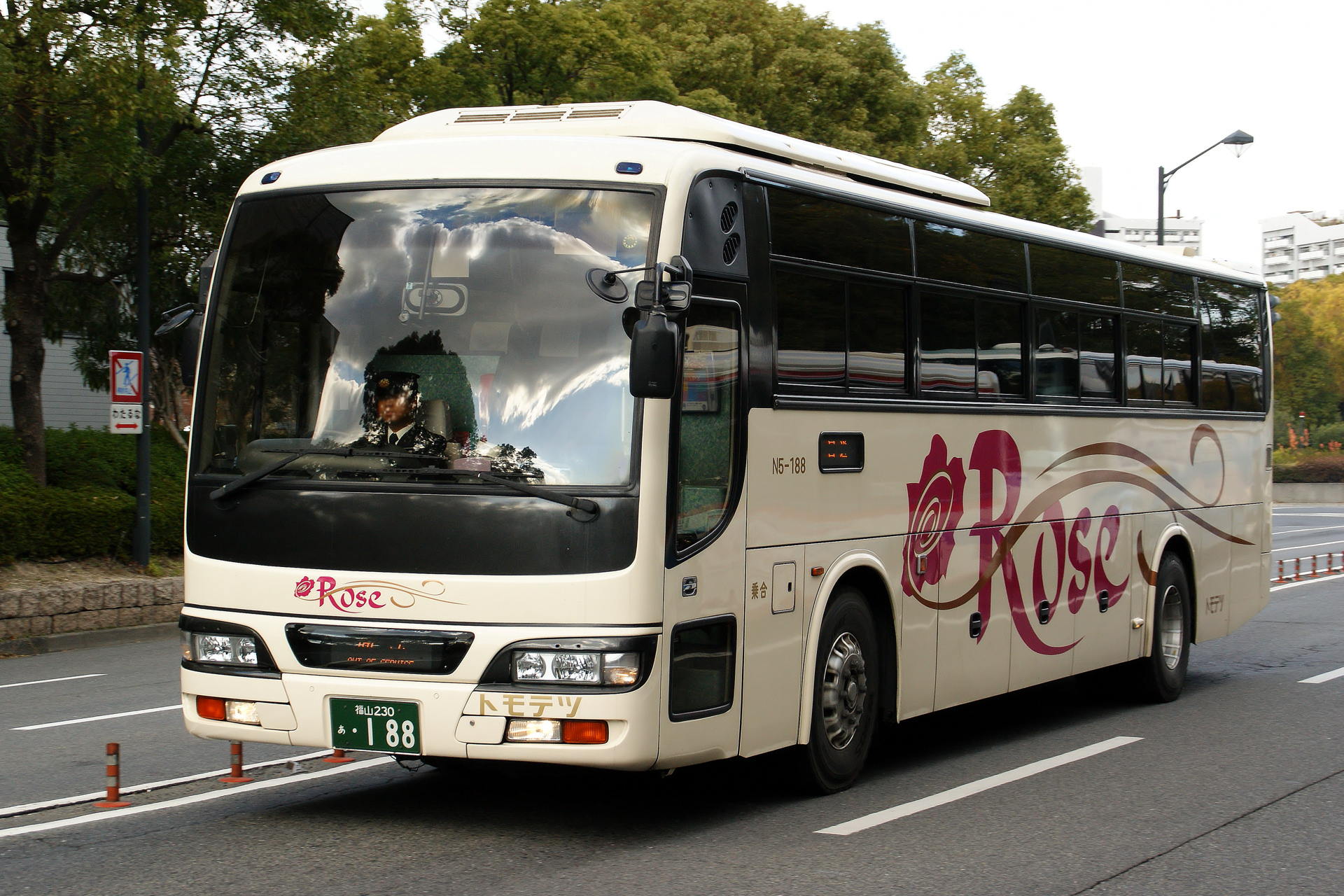
高速バス（ローズライナー）

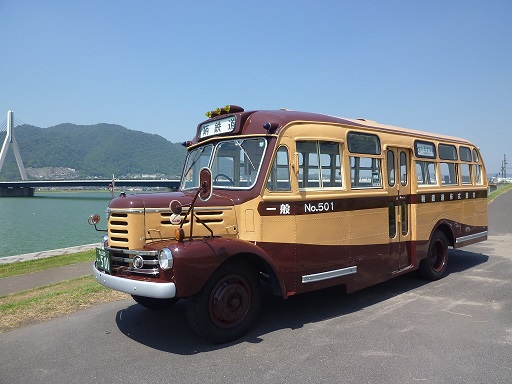
日本最古の乗合ボンネットバス

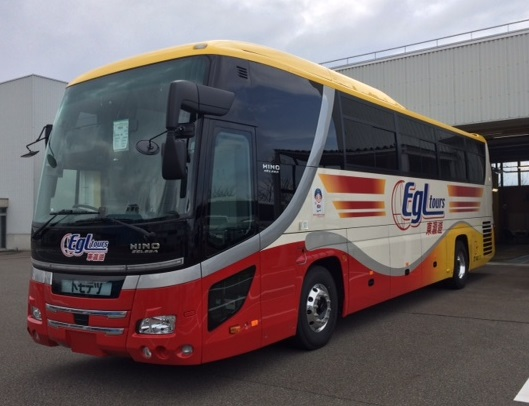
かつて在籍した香港ツアー会社専用の観光バス
※2023年現在は、通常の貸切バスのカラーに変更されている

鞆鉄道株式会社（ともてつどう、通称トモテツバス、英: TOMOTETSUDOU CO., LTD.）は、広島県東部の沼隈半島を中心としたエリアを中心に営業するバス会社である。福山駅と鞆港とを結ぶ鉄道に起源をもつ会社であるが、1954年の鉄道路線廃止によりバス事業専業となりトモテツグループの中核企業として現在に至る。本社は広島県福山市佐波町197番地1。
祖業である鉄道路線についての詳細は鞆鉄道線の記事を参照。

## 沿革
- 1910年11月18日 - 鞆軽便鉄道を設立。
- 1913年11月17日 - 鉄道線が開業。軌間762mm（非電化）。ラッキョ汽車と呼ばれた。
- 1926年12月19日 - 鞆鉄道に社名変更。
- 1927年2月 - 鞆町内でバス事業を開始[1]。
- 1928年7月 - 福山町-省線福山間連絡バス運行開始[1]。
- 1935年10月 - ライオンバス、ユニオンバスの自動車部門買収[1]。
- 1943年5月 - 笠井、門田両自動車商会を買収[1]。
- 1950年5月 - 貸切バス事業免許取得[1]。
- 1950年9月 - トラック運送事業免許取得[1]。
- 1951年1月 - 尾道、三原両市営バスとの相互乗入れ開始[1]。
- 1954年3月1日 - 鉄道線の福山 - 鞆間を全線廃止。バス専業となる。線路跡は広島県へ無償で寄付、道路拡幅用地として活用される。
- 1994年3月21日 - 福山 - 広島間に「ローズライナー」を中国バス・井笠鉄道・広島交通と共同運行で運行開始（後に中国JRバスが参入）。
- 1996年3月18日 - 尾道 - 広島間に「おのみちうずしおロマン号」を芸陽バスと共同運行で運行開始（現在廃止）。
- 1999年5月2日 - 福山 - 今治間に「しまなみライナー」を中国バス・瀬戸内運輸・瀬戸内しまなみリーディングとの共同運行で運行開始。
- 2004年4月15日 - 従業員から56歳以上のバス運転手に対する賃金30%減額を内容とする労働協約が無効だと訴えられていた裁判に対し、広島高等裁判所が無効との判決を下す（鞆鉄道事件）。
- 2006年3月21日 - 中国バスより福地線を譲受（三原市交通局と共運）。
- 2007年3月31日 - 尾道高校線を廃止。
- 2007年4月1日 - 三原市交通局より深線を譲受（中国バス・芸陽バスと共同運行）。福地線は鞆鉄道単独運行となる。
- 2008年1月26日 - 福山市内循環線へPASPYを導入。
- 2008年10月25日 - 鞆線・新川線・明王台線にPASPYを導入[2]。
- 2008年12月20日 - PASPYを尾道線・福大線へ導入。
- 2009年2月21日 - PASPYを新設された市内ループ線（まわローズ）へ導入。
- 2009年8月8日 - PASPYを沼南線、箱崎線、三原線に導入。
- 2009年9月12日 - PASPYを小原線、三成線、東村線、如水館に導入。
- 2009年10月21日 - PASPYを広島空港リムジン線に導入。

## 各営業所（車庫）の所在地
福山営業所
- 広島県福山市佐波町197番地1

福山営業所鞆の浦車庫
- 広島県福山市鞆町後地531-1

ともてつバスセンター（（株）グローバル）
- 広島県福山市鞆町鞆416番地
  - 鞆の浦観光情報センターを兼ねる。鞆の浦一帯はみなとオアシスに指定されていて、同センターはみなとオアシス潮待ちの港鞆の浦を構成する施設の一である。

松永営業所
- 広島県福山市今津町3丁目8番2号
  - 2012年11月19日をもって廃止。跡地はザグザグ松永店となった。
  - 窓口業務及びバスの折り返し駐待機は隣接地（福山市今津町3丁目4番14号）で継続。

新川営業所
- 広島県福山市沼隈町大字草深2785番地10

三原営業所
- 広島県三原市本郷町船木1543-2

## 路線

### 高速バス
詳細な運行案内は#外部リンクの鞆鉄道サイトを参照。<>内は共同運行会社。
- しまなみライナー（福山 - 今治）<中国バス、瀬戸内しまなみリーディング、瀬戸内運輸>
- ローズライナー（福山 - 広島）<中国バス、広島交通>
- エアポートリムジン（福山駅前 - 広島空港）<中国バス>

#### 高速バス廃止路線
- 尾道・松永・福山 - 東京（浜松町・品川）線 <京浜急行電鉄（当時）>

阪神・淡路大震災により寝台特急列車も運休を余儀なくされ、代替の交通手段が必要となったため、急遽、臨時高速バスが設定。鉄道が復旧するまで運行された。
- 尼崎 - 福山線（阪神尼崎駅 - 福山・鞆の浦）
  - 当初尾道駅が起終点であったが、後に鞆の浦に変更された。
- おのみちうずしおロマン号（内海・沼隈・松永・尾道 - 広島）<芸陽バス>
  - 詳細はフラワーライナーを参照。
- エアポートリムジン（福山駅前 - 備後赤坂駅前 - 広島空港）<中国バス>
  - 空港開港当初は広尾経由便とともに運行されていた。

### 一般
一般路線バスのエリアは、福山市の福山駅・松永駅を中心とし、景勝地鞆の浦と結ぶかつての鉄道線を継承する路線のほか、沼隈半島の一帯および、内海大橋を経由して、沼隈半島の南側の島嶼部に路線を持つ。その他、松永北部、北東部にも路線が伸びており一部は尾道市中心部・浦崎地区に達する。なお、現在は三原市で2路線を運行しているが、こちらは独立したエリアとなっている。以下に主要な運行区間を示す（正確な情報は外部リンクの鞆鉄道サイトを参照）。
2017年4月1日より福山地区・尾道地区・三原地区（福山市南部のゾーンバス（箱崎線）を除く）で路線番号を導入している。
中国バス・井笠バスカンパニーとの共通区間において、定期券の共通利用が可能（共通する全区間で適用）。
おのみちバスとの共通区間において、定期券の共通利用が可能（通学定期券を除く。共通する全区間（因島線を除く）で適用）。ただし、鞆鉄道・中国バスはPASPY、おのみちバスはICOCAと異なるため、従来通り紙式定期券での発行となる。また、通学定期券は鞆鉄道・中国バスとおのみちバスで割引率が異なるため共通利用不可。
- 5/51  福山駅前-野上町-ホーコス本社前-水呑（県道22号）-商業高校入口（県道22号）-鞆車庫前-鞆の浦-鞆港
- 5-2/52  福山駅前-市役所前-本庄-神島橋-明王院前-水呑（県道22号）-商業高校入口（県道22号）-鞆車庫前-鞆の浦-鞆港
- 5-4/54  福山駅前-野上町-ホーコス本社前-エフピコアリーナふくやま前（鞆港行きは乗車のみ、福山駅前行きは降車のみ）-水呑（県道22号）-三新田中央（県道380号）-鞆車庫前-鞆の浦-鞆港

かつての鉄道線の後を継ぎ、福山と鞆を結ぶ。観光地路線のため基本的に大型車で運行され、一部運行される中型車を含めてワンステップ車やノンステップ車も投入されている。現在は1時間に3本の運転である。多客時にはボンネットバス等による臨時便も運行される。2018年11月1日に三新田経由便（5号線4系統・54号線）が新設された（ただし、バス停の位置関係上、商業高校入口には停車しない）。2020年4月1日に三新田経由便はエフピコアリーナふくやま前・三新田経由便（5号線4系統・54号線）となった。ただし、エフピコアリーナふくやま前は、鞆港行きは乗車のみ、福山駅前行きは降車のみの扱いとなる。
- 5/51-1 福山駅前-野上町-ホーコス本社前-水呑-商業高校入口（県道22号）-運動公園（福山市民球場）-竹ヶ端
- 6/61 福山駅前-市役所前-本庄-神島橋-明王台センター-瀬戸調整池前（共同運行・中国バス）
- 6/61-1 福山駅前-市役所前-本庄-神島橋-明王台センター-瀬戸調整池前-瀬戸明王台入口-（瀬戸経由）-六本堂-沼南高校-沼隈支所-千年橋
- 6/62-5 福山駅前-市役所前-本庄-神島橋-近大附属高校中学校前

福山営業所への出入庫系統。
- 6-2/62-1・62-2 福山駅前-市役所前-本庄-神島橋-近大附属高校中学校前-（瀬戸経由）-六本堂-沼南高校-沼隈支所-千年橋-阿伏兎
- 6-2/62-3 福山駅前-市役所前-本庄-神島橋-近大附属高校中学校前-（瀬戸経由）-六本堂-沼南高校-沼隈支所-（内海大橋経由）-天満-内海農協
- 6-2/62-4 福山駅前-市役所前-本庄-神島橋-近大附属高校中学校前-（瀬戸経由）-六本堂-沼南高校-沼隈支所-常石
- 6-3/63-1 福山駅前-市役所前-本庄-神島橋-近大附属高校中学校前-（瀬戸経由）-小立団地-六本堂-沼南高校-沼隈支所-千年橋
- 6-4/64-1・64-2 福山駅前-市役所前-本庄-神島橋-近大附属高校中学校前-（瀬戸経由）-六本堂-沼隈病院-沼南高校-沼隈支所-千年橋-阿伏兎
- 6-4/64-3 福山駅前-市役所前-本庄-神島橋-近大附属高校中学校前-（瀬戸経由）-六本堂-沼隈病院-沼南高校-沼隈支所-（内海大橋経由）-天満-内海農協
- 6-4/64-4 福山駅前-市役所前-本庄-神島橋-近大附属高校中学校前-（瀬戸経由）-六本堂-沼隈病院-沼南高校-沼隈支所-常石

狭隘路も残る沼隈半島の中心付近を進み、洗谷経由（県道72号）（6号線5系統・65号線）と合流。沼隈半島の南端および内海地区に達する。
- 6-5/65 福山駅前-野上町-ホーコス本社前-（洗谷経由）-六本堂-沼南高校-沼隈支所-常石
- 6/68 福山駅前-市役所前-本庄-神島橋-近大附属高校中学校前-運転免許センター-（早戸経由）-藤江-浦崎農協前-満越
- 7/76 松永-松永駅南口-藤江-浦崎農協前-満越

尾道市浦崎地区への足。福山からは赤坂付近まで国道2号に沿い、沼隈半島西側を南下する。
- 7-1/77-1 松永駅南口-藤江-浦崎農協前-常石-沼隈支所-千年橋
- 7-1/77-2 松永駅南口-藤江-浦崎農協前-常石-沼隈支所-（内海大橋経由）-天満-内海農協
- 7-2/78-1・79 松永駅南口-藤江-瀬丸-沼南高校-沼隈支所-千年橋-阿伏兎観音-阿伏兎-平-鞆港（松永駅南口行きのみ停車）-鞆の浦-鞆車庫前

松永から南進し、沼隈方面を結ぶ路線。（沼南線）県道47号に沿い南下した後藤江で分かれ、常石経由（7号線1系統・77号線）は県道389号に沿い沼隈半島の西端を進み、尾道市浦崎地区を通り沼隈へ達する。瀬丸経由（7号線2系統・78号線）はそのままほぼ47号に沿い東寄りを沼隈へ抜け、一部便はさらにその先の鞆まで運行する（7号線2系統・79号線）。鞆付近は狭隘な市街地を走行するため、鞆車庫前発着便はマイクロバスで運行される。
- 66 福山駅前-みろくの里・神勝寺温泉（直行便）
- まわローズ（福山市内中心部循環路線）2009年2月21日運行開始
  - 02 （青ルート） 福山駅北口 → 伏見町 → 入船町 → 東警察署前 → 三吉町南 → すこやかセンター前 → 新橋 → リーデンローズ入口 → ばら公園前 → 霞町 → 市役所東 → 福山駅前 → 市役所北 → リム・ふくやま前 → 福山駅北口
    - 中国バス・井笠バスカンパニーと共同運行。1乗車につきおとな（中学生以上）160円、こども（小学生）80円
    - 赤ルート（01号線、青ルートの逆回り）は2019年3月末をもって廃止[8]。
    - 当初は中国バスが青ルート・赤ルートの両方を、鞆鉄道が赤ルートを、井笠鉄道→井笠バスカンパニーが青ルートを担当していたが、赤ルートが深津地区向けの実証運行に変更された際、実証運行路線を中国バスが担当し、鞆鉄道が青ルートの担当となった。
- 92-1/92-2 福山駅前-市役所前-本庄-水道局前-野上町-リーデンローズ前-福山駅前
- 9/90 松永-松永駅南口-長和島南-西藤町農協前-美之郷温泉口-三成-木梨口-尾道工業団地

2009年4月1日より開設の松永-尾道工業団地線、おのみちバスとの共同運行。三成線（9号線・97号線。2024年3月31日をもって廃止）との違いは松永駅南口を経由し、経路上北口には立ち寄らないこと、旧道を経由しないため旧道上のバス停は通過となること、三成で中国バス側の三成バス停を使用することなどがある。
- 9/98 松永駅南口-長和島南-バイパス東口-阿草-柳井-美之郷温泉口-木頃本郷-如水館前

美之郷温泉口-如水館前間は木頃本郷のみに停車し、木頃本郷バス停松永方向は中国バスと場所が違うため注意が必要である。そもそもは尾道市営バス（当時）が運行を計画した路線であり、バイパス東口〜柳井の経路にその面影が残っている。
- 6/67・67-1 福山駅前-市役所前-本庄-神島橋-近大附属高校中学校前-運転免許センター-赤坂駅前-神村町三区-松永-高須口-太田橋-長江口-尾道駅前

国道2号（および旧道）に沿う路線。かつては駅間の長い尾道市高須地区や福山市神村町等の足として運行され、尾道駅-高須口といった区間便も存在していたが、高須地区には東尾道駅が開業し、現在は全区間通しの系統（6号線・67-1号線）は昼間のみ平日3往復・土休日2往復の運転である。また途中、山陽本線北側の旧道に分かれ、中国バス坂部バス停付近を経由し福山駅に折り返す「赤坂循環」を名乗る支線（67号線2系統）、東尾道の卸センター経由便・卸センター〜東尾道駅経由便・松永駅南口〜ゆめタウン（現：長和島南）経由便も現在は廃止されている。尾道市内のバス停は、おのみちバスと共通であるが、鞆鉄道は西国寺下と山波農協前の2つのバス停には停まらないので注意が必要である。昭和50年頃までは尾道市古浜町の旧尾道市営バス吉和車庫隣接地に尾道営業所が存在していた。
- 2/28 三原駅前-日赤前-糸崎駅前-福地-鳴滝登山口
- 2-1/28-1 三原駅前-城町-糸崎駅前-福地-鳴滝登山口
- 2/29 三原駅前-日赤前-糸崎駅前-福地-上福地
- 2-1/29-1 三原駅前-城町-糸崎駅前-福地-上福地

国道2号（および旧道）に沿う路線。かつては三原市交通局と中国バスの2社共同運行であったが、2006年3月21日に中国バスが撤退し、代わって参入したもの。2007年4月1日に三原市交通局が撤退した。鳴滝登山口で尾道駅前方面の路線バス（おのみちバス）に接続。
鳴滝登山口で乗り継ぐ場合は乗り継ぎ券を発行し、通し運賃が適用されていたが、2024年3月31日をもってこの制度は廃止された。
- 7/70 三原駅前-東高校前-干川神社-別所-如水館前／深下組（共同運行・中国バス）

かつては三原市交通局と中国バスの2社共同運行であったが、2007年4月1日に三原市交通局が撤退し代わって芸陽バスと共に参入したもの。その後、2016年3月31日に芸陽バスが撤退した。

#### 廃止
- 53 鞆の浦→鞆車庫前→商業高校入口（県道22号）→水呑（県道22号）→明王院前→明王台センター→瀬戸調整池前→瀬戸明王台入口

2022年9月30日をもって廃止。平日のみ1日1本の運行だった。
- 67-2 福山駅前→市役所前→本庄→神島橋→近大附属高校中学校前→坂部→済美中学校前→運転免許センター→近大附属高校中学校前→神島橋→本庄→市役所前→福山駅前

2022年6月30日をもって廃止。土曜日・日曜日・祝日のみ1日1本の運行だった。
- 沼隈支所-阿伏兎観音-阿伏兎-平-鞆港（沼隈支所行きのみ停車）-鞆の浦-鞆車庫前

2008年10月より沼南線を沼隈支所で分断し、試験運行したもの（福山市南部ゾーンバス実証運行）。途中県道から南へ1キロほど下った阿伏兎観音下の旅館付近まで乗り入れる。鞆付近は狭隘な市街地を走行する。沼南線時代の中型バスから、マイクロバスでの運行に切り替わった。分断の結果は芳しくなかったのか、2012年には再び直通運行に戻っている。
- 沼隈支所-（内海大橋経由）-天満-寺山-箱崎

2019年9月30日をもって廃止。
- 9/95・95-1 松永-松永駅北口-松永北農協-本郷小学校前-本郷温泉口-小原上（尾道市）（-柞磨（福山市））

県道48号を北上。本郷地区から尾道市の東端の山間部に至る。柞磨（たるま）へは1日1往復。終点の柞磨は、「芦田地区乗合タクシー」（以前は中国バス）の同名バス停から西に約200m離れている。かつては、松永から本郷温泉口を経て本郷温泉まで運行される区間便も存在した。中国バスと共同で府中駅方面まで延伸したこともあったが、短命に終わっている。
2024年3月31日をもって廃止。4月1日より「本郷・小原地区乗合タクシー」（予約制乗合タクシー）に移行。
- 96-1/96-2 松永駅北口-松永-矢捨西-唐木-福大入口-虹ヶ丘団地-宗政倶楽部-大谷入口-福大入口-唐木-矢捨西-松永-松永駅北口

2020年3月31日をもって廃止。
- 9/97 松永駅北口-松永-西藤町農協前-柳井-美之郷温泉口-三成（尾道市）

県道54号（および旧道）に沿い、松永地区と尾道市西藤町・美ノ郷町を結ぶ路線。終点の三成は、中国バスの同名バス停（同社尾道営業所前）から南に約400m離れている。かつては、三成から福山駅までの直通便であった。尾道工業団地線開設後、平日3便・休日2便にまで減便され、従来一部便が立ち寄っていた長者原工業団地の「アロン化成」を全便経由している。
2024年3月31日をもって廃止。
- 松永バスセンター-松永駅南口-ゆめタウン松永-高諸神社-バイパス東口-尾道市民病院-プレス工業-尾道高校

2007年3月31日をもって廃止。
- 69 福山駅前-福山大学（直行便）

2024年3月31日をもって廃止。
大学休講期間中の為、実質最終運行日は2月14日。

### 観光路線
- 福山市内・鞆の浦定期観光バス。2003年運行開始。春季 - 秋季の土日祝のみ運行。車掌兼ガイド付き。予約無しでも乗車可能。

　　午前・午後の2コースあり。午前コースは日本最古の乗合ボンネットバスで運行。

#### 廃止
- しまなみ海道定期観光（福山 - 尾道 - しまなみ海道）1999年 - 2009年までの春季 - 秋季のみ運行。予約制

## 車両
三菱ふそうトラック・バス製と日産ディーゼル製を主に保有するが、日野自動車製といすゞ自動車製も保有する。

### 主力車種
- 三菱ふそうエアロスターMP
- 日産ディーゼルUA
- 三菱ふそうエアロミディMK

### 中古車の供給元
- 小田急箱根高速バス
- 京急バス
- 西武バス
- 相鉄バス
- おのみちバス

## 車両番号（社内コード）
車両には車両番号（社内コード）が付けられており、以下の法則に基づいている。
例：H0-015
| H        | 0    | -        | 0          | 15       |
| -------- | ---- | -------- | ---------- | -------- |
| メーカー | 年式 | ハイフン | 用途・種別 | 固有番号 |

- メーカー
  - F …三菱ふそう
  - H …日野
  - N …日産ディーゼル・UDトラックス・日産
  - Z …いすゞ
- 年式
  - 年式の西暦の下1桁を付与する。
- 用途・種別
  - 0 …日野乗合
  - 1 …日産ディーゼル・UDトラックス乗合
  - 2 …三菱ふそう乗合
  - 3 …貸切・高速乗合の一部
  - 5 …いすゞ乗合
  - 9 …その他
- 固有番号
  - 用途・種別ごとの連番
    - 00・04・14・24・34・40 - 49・54・64・74・84・94は欠番となる。
- 2002年から一部の例外を除き、ナンバープレートを車両番号（ハイフンの後ろ3桁）と揃えるため、希望ナンバーを取得。

## トモテツビル

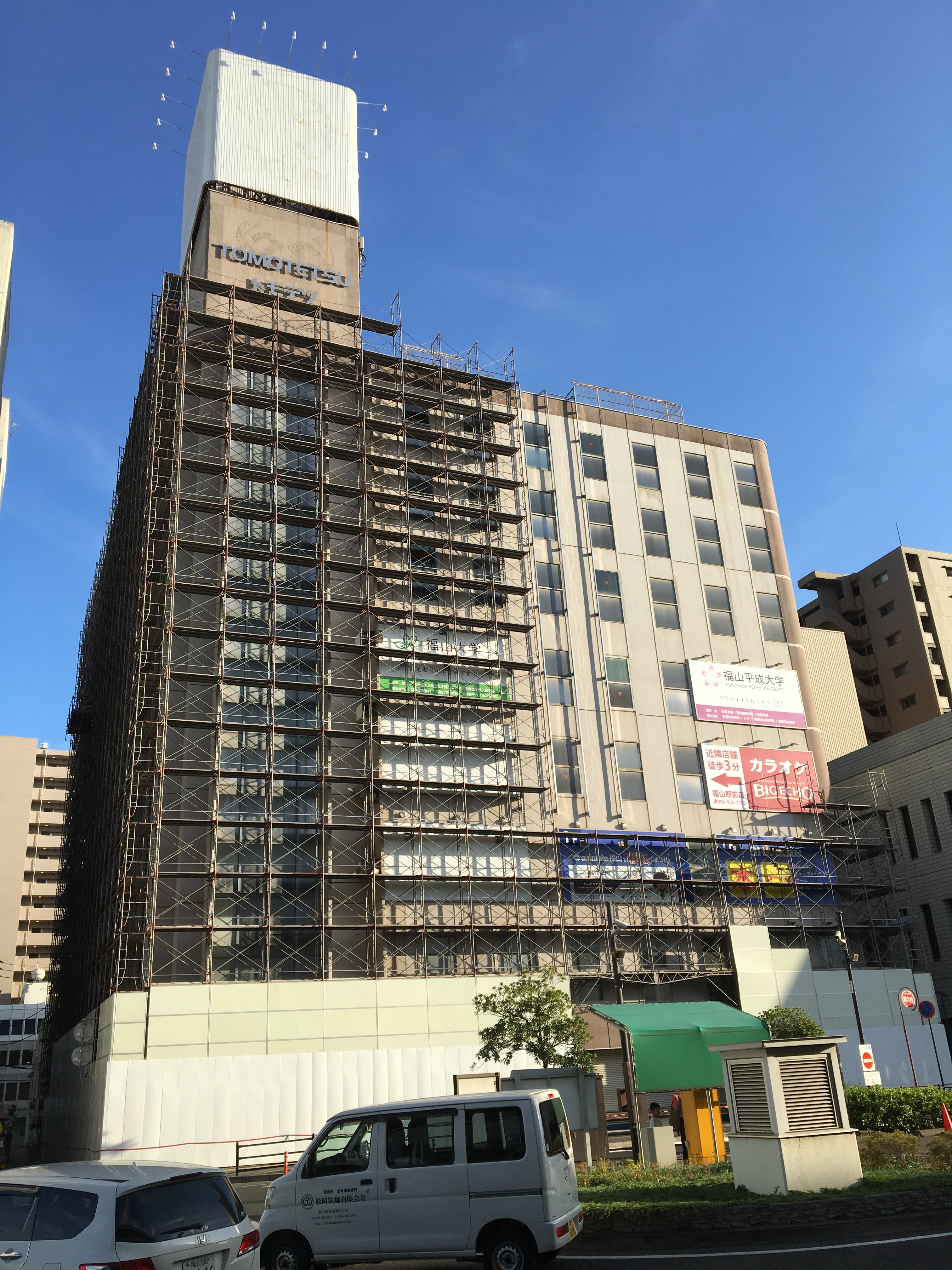
2018年8月に解体が始まったトモテツビル

1971年、ダイエー福山店の東館として建設されたビル。地下1階、地上8階、延べ床面積9400平方メートルの規模であった。ダイエーの撤退によりトモテツグループの所有となった。ダイエー撤退後は、書店、コンビニ、居酒屋、カラオケ、ゲームセンターなどのテナントが入居。トモテツセブンが管理運営を行った。1981年からの新耐震基準を満たさないために解体方針となった。解体は2018年7月より開始され、2019年3月までに終える予定。北緯34度29分19.1秒 東経133度21分42.1秒 / 北緯34.488639度 東経133.361694度

## 関連会社
- （株）トモテツセブン - 通信事業（ドコモショップ運営）、福山サービスエリア下り線テナント・学食（福山大学・福山平成大学・盈進学園）運営など
- 鞆鉄商事（株） - 石油卸売り事業、損害保険取り次ぎ業務
- （株）グローバル - 鞆の浦にて「ともてつバスセンター」の運営
- トモテツ不動産（有） - 鉄道跡地を中心とした不動産開発、リース
- 走島汽船（有） - 鞆の浦と走島を結ぶフェリー「神勢丸」の運航
- （有）キャスパ - 福山駅前のテナントビル「キャスパ」の運営を行っていた
- 福山日産レンタリース（株） - 日産レンタカー「福山新幹線駅前店」の運営を行っていた

以下3社は2010年4月1日に鞆鉄道に合併、観光事業部となった。
- トモテツ観光（株） - 国内外の旅行業務
- トモテツ観光バス（株） - 貸切バス・観光バス（福山拠点）の運営
- ティーケイジイ交通（株） - 貸切バス・観光バス（三原拠点）の運営